# ドラゴンブレス弾

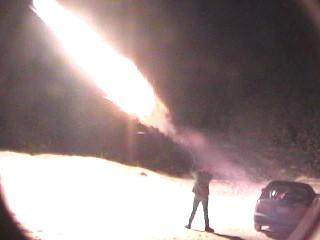
夜間にドラゴンブレス弾を射撃した様子

ドラゴンブレス弾（ドラゴンブレスだん、Dragon's breath）は、12ゲージ散弾銃用に設計された焼夷弾である。マグネシウムのペレットが封入されており、発砲時の火花によって着火する。この際の燃焼範囲は銃口からおよそ100フィート程度とされる。通常は12ゲージ2・3/4インチのショットシェルとして装填される。インプ・シリンダーなどの絞りがついた銃身からでも安全に発射できる。
この銃弾が軍隊や警察といった公的機関で使用された記録はないが、射撃時の派手な効果は花火のように印象的であり、また、アメリカ合衆国では民間での所持に法的規制がないことから愛好家が多い。一部では遭難信号としても使用されることがあるとされる。個人の自衛や防犯の目的においては、威嚇用途や低致死性の銃弾として使用されている。一般的な散弾に比べるとやや高価である。戦闘で使用されない理由の1つとして、ほかの銃弾よりも低圧の装薬が用いられている点がある。このため、半自動式散弾銃で射撃した場合はガス圧が不足し、正常に動作しないのである。

## 合法性
ドラゴンブレス弾は火災を引き起こす危険性があるため、多くの国で所持が制限・禁止されており、所持が認められている国や地域においても、危険物として手数料が課されていることもある。また、特定通常兵器使用禁止制限条約附属議定書3によって使用が制限される焼夷弾にも該当しうることから、同条約の調印国では特に厳しい制限が課されている。